# Cratere Itciai
Itciai è un cratere sulla superficie di Rea.